# Karpathos (město)
Karpathos (řecky Κάρπαθος) nebo také Pigadia (řecky Πηγάδια) je řecké přístavní město, správní středisko stejnojmenného řeckého ostrova Karpathos v Egejském moři v souostroví Dodekany. Nachází se na východním pobřeží ostrova. Je částí stejnojmenné komunity a obecní jednotky, která je jednou ze dvou obecních jednotek na ostrově.

## Obyvatelstvo
Komunita Karpathos se skládá z vlastního města Karpathos a jedné vesnice a tří neobydlených ostrůvků. V závorkách je uveden počet obyvatel.
- Komunita Karpathos (2788) se skládá z vlastního města Karpathos (2707), vesnice Platyolo (81) a neobydlených ostrůvků Afoti (0), Gaidouronisi (0) a Despotiko (0).